# Edgar Mitchell
Edgar Dean Mitchell (Hereford, Texas, Estados Unidos, 17 de septiembre de 1930-West Palm Beach, Florida, 4 de febrero de 2016) fue un astronauta estadounidense de la NASA que formó parte del proyecto Apolo. Piloto del módulo lunar en la misión Apolo 14, fue el sexto hombre en pisar la Luna.

## Estudios
Bachelor of Science por la Universidad Carnegie Mellon en 1952, más tarde consigue el Bachelor of Science degree en Aeronáutica en la Escuela Naval de Posgraduados (1961). Doctorado en Ciencias de Aeronáutica y Astronáutica del Instituto de Tecnología de Massachusetts en el año 1964. Doctorado Honorario por la Universidad Estatal de Nuevo México (1971), por la Carnegie-Mellon University (1971), por la Universidad de Akron (1979) y por la Universidad Embry-Riddle (1996).

### En el ejército (Marina)
Completó su adiestramiento militar básico en el condado de San Diego, terminó su entrenamiento de vuelo en julio de 1954 en Hutchinson, Kansas, y posteriormente fue destinado al Escuadrón de Patrulla 29, desplegado en Okinawa. De 1957 a 1958, fue asignado al escuadrón de ataque Heavy Dos, desplegado a bordo del USS Bon Homme Richard y del USS Ticongeroga, que era un proyecto de investigación experimental.

## En el Programa Apolo

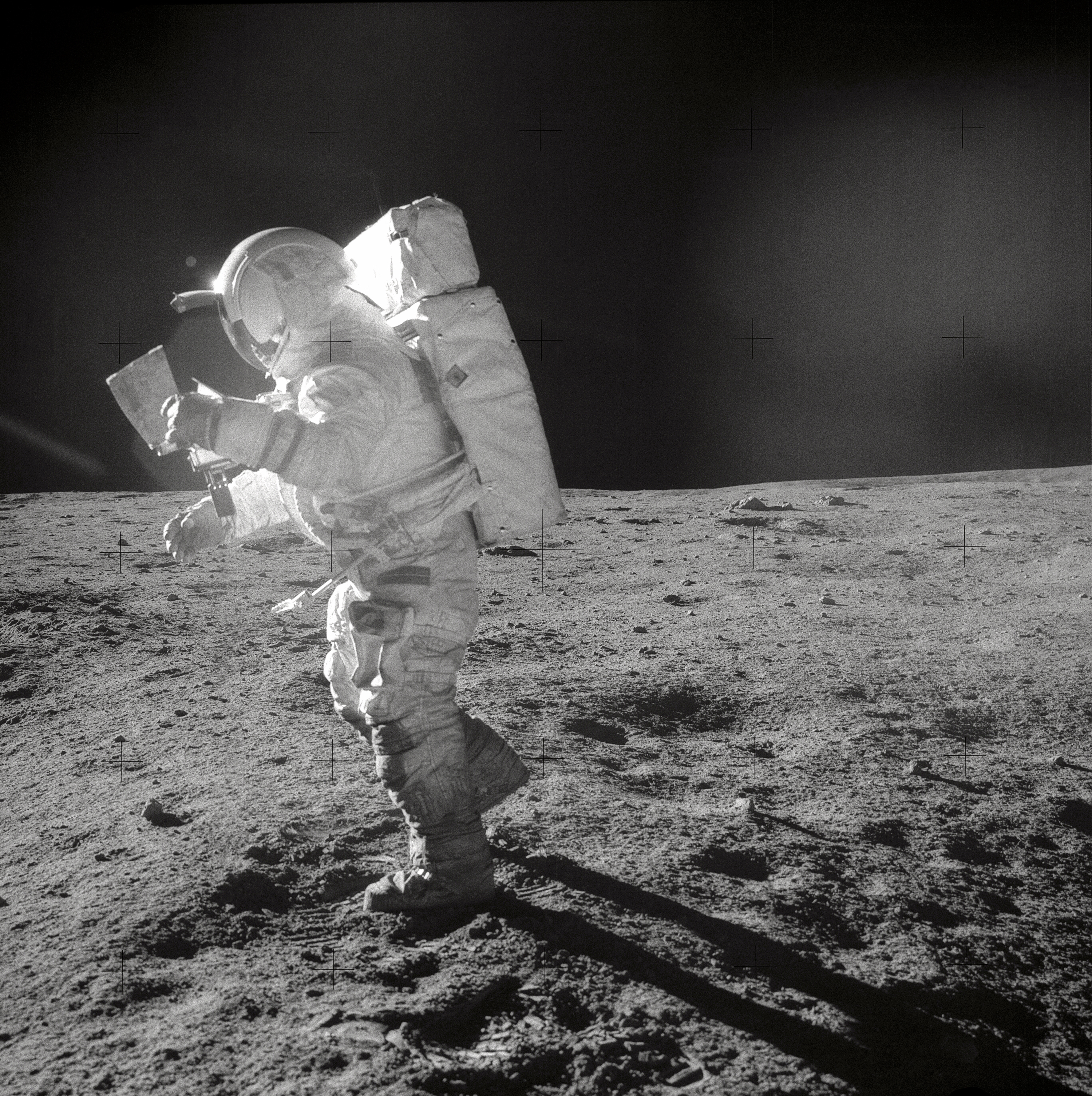
Mitchell durante uno de los paseos lunares del Apolo 14, el 6 de febrero de 1971.

Fue elegido para formar parte de los astronautas del programa Apolo en abril de 1966, siéndole asignado el Grupo 5. Sirvió como astronauta de apoyo en la misión Apolo 9 y como sustituto del piloto del módulo lunar de la misión Apolo 10.
En 1971 es elegido para la misión Apolo 14 como piloto del módulo lunar. Lo acompañaron como comandante de la misión el astronauta Alan Shepard y como piloto del módulo de mando Stuart Roosa. Durante la misión recogieron 100 kg de rocas, marcando récords como el de la estancia más larga en la superficie lunar (33 horas); y la EVA (paseo lunar) de mayor duración (9 horas y 17 minutos).
Fue elegido también como sustituto del piloto del módulo lunar de la misión Apolo 16.

## Tras su retiro de la NASA
En 1972 se retiró de la NASA y de la Marina de los Estados Unidos. Tras ello, Mitchell alcanzó cierta notoriedad por su defensa de algunas ideas que muchos de sus propios colegas consideraban extravagantes y pseudocientíficas, pero que él siempre defendió públicamente. Firme creyente en los fenómenos paranormales y en los ovnis, es autor de los libros Psychic Exploration: A Challenge for Science, de The Way of the Explorer Putnam, 1996, y de El Camino del Explorador. También dio conferencias en diferentes universidades del mundo.
Mitchell afirmó que un joven curandero a distancia, que vive en Vancouver y usa el pseudónimo Adam Dreamhealer, le ayudó a curarse un cáncer de riñón a distancia. Mitchell dijo que aunque nunca se hizo una biopsia (la prueba definitiva para el diagnóstico de un cáncer), "realizó un sonograma y un MRI que demostraron un carcinoma renal." Adam trabajó (a distancia) en Mitchell desde diciembre de 2003 hasta junio de 2004, hasta que la "irregularidad había desaparecido y no ha vuelto desde entonces".
En 2008 aseguró en una entrevista (escuchar entrevista) que una fuente en la NASA tuvo contacto con extraterrestres reales, que supuestamente siguen el patrón arquetípico de ser "pequeños y con ojos y cabeza grandes". También afirmó que nuestra tecnología ni siquiera se acerca a la suya, y que de haber sido hostiles, ya habríamos desaparecido. "Los hechos han sido ocultados por nuestros gobiernos durante 60 años, pero poco a poco se van filtrando."
Mitchell falleció el 4 de febrero de 2016, un día antes del 45 aniversario de su misión.

En el segundo paquete de correos filtrados de la política Hillary Clinton, se encontró un mail escrito por Mitchell dirigido a John Podesta jefe de campaña de Hillary, donde le insta a reunirse para discutir sobre la raza extraterrestre que se encuentra ayudando a la tierra 
"La carrera espacial se está calentando (…) Estamos sin duda más cerca que nunca de una guerra en el espacio, la mayoría de los satélites que orbitan la Tierra pertenecen a EE.UU., China y Rusia y las recientes pruebas de armas antisatélites no alivian el factor miedo (...) la inteligencia extraterrestre no violenta procedente de un universo contiguo está tratando de compartir energía del punto cero con nuestro planeta, pero no tolerará cualquier forma de violencia militar en la Tierra o en el espacio"
Fue el último miembro vivo del Apolo 14